# Урина
Урина (на латински: urina) е отпаден продукт на организма, произвеждан от бъбреците посредством филтрация на кръвта. Известно е още разговорно като пикня и остарялата дума пикоч. На османски турски
думата چیش‎ (чиш) означава урина, а в съвременния турски çiş (чиш) се използва със значение за детско чишкане или по детски урина.
При клетъчния метаболизъм се образуват множество отпадни продукти, богати на азот и други водоразтворими вещества, които трябва да се отделят от кръвта. През пикочопроводите урината преминава в пикочния мехур, където се задържа до няколко часа. От пикочния мехур урината се изхвърля през уретрата; този процес се нарича уриниране. При повечето животни в урината се съдържат феромони и уринирането на определени места е свързано с маркиране на територията.

## Състав
При човека урината се състои от 95% вода. Съдържа и редица органични и неорганични вещества, както следва:

### Органични съединения
- Карбамид (20 – 35 g/l)
- Кетонови тела (< 3 g/l)
- Аминокиселини (1 – 3 g/l)
- Креатинин (1 – 1,5 g/l)
- Пикочна киселина (0,3 – 2 g/l)
- Глюкоза (< 0,16 g/l)
- Белтъци (< 0,15 g/l)
- Хипурова киселина (0,15 g/l)
- Креатин (0,05 – 0,1 g/l)

### Неорганични съединения
- Катиони:

{\displaystyle {K}^{+}} – калиев;
{\displaystyle {N}{a}^{+}} – натриев;
{\displaystyle {C}{a}^{2+}} – калциев;
{\displaystyle {M}{g}^{2}+} – магнезиев;
{\displaystyle {N}{H_{4}}^{+}} – амониев
- Аниони

{\displaystyle {C}{l}^{-}} – хлориден;
{\displaystyle {S}{O_{4}}^{2-}} – сулфатен;
{\displaystyle {H}{P}{O_{4}}^{2-}} – хидроген фосфатен
- Други йони (в малки количества)